# Imeria pancarpius
Imeria pancarpius là một loài tò vò trong họ Ichneumonidae.